# Patrick Ianni
Patrick Edward Joseph Ianni  (Lodi, 15 juni 1985) is een voormalig Amerikaans voetballer.

## Clubcarrière
Ianni werd als achtste gekozen door de Houston Dynamo in de MLS SuperDraft 2006. In mei van 2007 werd hij uitgeleend aan California Victory uit de USL First Division. Na slechts twee wedstrijden bij California Victory voegde hij zich weer bij de selectie van Houston Dynamo. Zijn eerste basisplaats in de Major League Soccer ontving hij op 24 juni 2007 tegen Kansas City Wizards. In diezelfde wedstrijd maakte hij het enige doelpunt van de wedstrijd. Op 26 januari 2009 vertrok hij naar Seattle Sounders. Op 16 mei 2009 maakte hij tegen FC Dallas zijn debuut voor de Sounders. Op 11 juli 2009 maakte hij tegen zijn voormalige club, Houston Dynamo, zijn eerste doelpunt voor Seattle. Op 15 januari 2014 werd hij samen met ploeggenoot Jhon Kennedy Hurtado naar Chicago Fire gestuurd inruil voor Jalil Anibaba en een achtste keuze in de MLS SuperDraft 2014. Op 16 maart 2014 maakte hij tegen Portland Timbers zijn debuut voor Chicago.
Op 12 januari 2015 maakte Ianni bekend dat hij zou stoppen met het spelen van professioneel voetbal.

## Trivia
Zijn broer, Tayt Ianni, is een voormalig voetballer die onder andere uitkwam voor San Jose Clash, het voormalige San Jose Earthquakes. 